# Red Wings junior de Détroit
Les Red Wings Junior de Détroit sont une équipe junior de hockey sur glace de la Ligue de hockey de l'Ontario. L'équipe ne dispute que trois saisons dans la ligue, de 1992 à 1995. Les Red Wings Junior sont basés à Détroit dans le Michigan aux États-Unis.

## Historique
Les Red Wings Junior de Détroit est une équipe de la Ligue de hockey de l'Ontario créée en 1992 pour devenir l'équipe formatrice de la franchise phare de la ville, les Red Wings de Détroit de la Ligue nationale de hockey. Cette équipe est considérée comme l'antichambre des joueurs de la LNH. Les deux équipes jouent alors dans la même salle, le Joe Louis Arena.
L'équipe junior est l'attraction la plus populaire dans la ville pendant la grève de la LNH du débute de la saison 1994-1995, plaçant cette équipe numéro une, en nombre de spectateurs, dans la ligue de hockey de l'Ontario et de la Ligue canadienne de hockey.
Alors qu'une offre publique d'achat de Peter Karmanos et de la Compuware Corp. pour acheter les Red Wings de Mike Ilitch, en LNH vient d'échouer, Peter Karmanos ne souhaite plus que les Juniors soient la deuxième équipe de la ville. Après trois saisons les Wings Junior deviennent les Whalers de Détroit, en association avec l'équipe de la LNH des Whalers de Hartford. L'équipe déménage en 1997 à Plymouth pour devenir les Whalers de Plymouth.

## Saisons après saisons
| Saison    | PJ | V  | D  | N | Pts | BP  | BC  | Classement | Séries éliminatoires                                                                                                 |
| --------- | -- | -- | -- | - | --- | --- | --- | ---------- | --- |
| 1992-1993 | 66 | 37 | 22 | 7 | 81  | 336 | 264 | 2e OHLE    | 4-1 Storm de Guelph · 4-1 Knights de London · 1-4 Greyhounds de Sault Ste. Marie                                     |
| 1993-1994 | 66 | 42 | 20 | 4 | 88  | 312 | 237 | 1er OHLE   | Exempt du 1er tour · 4-0 Platers d'Owen Sound · 4-2 Greyhounds de Sault Ste. Marie · 3-4 Centennials de North Bay    |
| 1994-1995 | 66 | 44 | 18 | 4 | 92  | 306 | 223 | 3e OHLW    | 4-0 Knights de London · 4-0 Petes de Peterborough · 4-3 Wolves de Sudbury · 4-2 Storm de Guelph · Champion de la LHO |

### Coupe Memorial
En remportant le championnat de la LHO en 1995, les Red Wings Junior se sont qualifiés pour la Coupe Memorial.
- Round-robin : 2 victoires et 1 défaite
- Demi-finale : victoire sur les Wheat Kings de Brandon 2 buts à 1
- Finale : défaite contre les Blazers de Kamloops 8 buts à 2

## Entraîneurs
Cette section présente les différents entraîneurs des Red Wings Junior:
| Nom          | Années      | PE  | V  | D  | N |
| ------------ | ----------- | --- | -- | -- | - |
| Tom Webster  | 1992 à 1993 | 66  | 37 | 22 | 7 |
| Paul Maurice | 1993 à 1995 | 132 | 66 | 38 | 8 |

## Records
Cette section présente quelques records individuels de l'histoire des Red Wings Junior :
- Buts, aides et points sur une saison : Bob Wren avec 145 points, 57 buts et 88 passes en 1993 ;
- Minutes de pénalités sur une saison : Eric Cairns 204 minutes en 1994 ;
- Nombre de victoires sur une saison pour un gardien de but : Jason Saal avec 32 victoires en 1995.